# Guy Vandersmissen
Guy Vandersmissen (Tongeren, 25 december 1957) is een Belgisch voormalig voetballer. Hij was een middenvelder die meer dan tien jaar voor Standard Luik speelde. Nadien voetbalde hij nog voor Germinal Ekeren en RWDM. In de jaren 80 kwam hij ook 17 keer in actie voor de Rode Duivels, met wie hij deelnam aan het WK 1982.

## Carrière
Guy Vandersmissen sloot zich als tiener aan bij Standard Luik, dat hem in het seizoen 1977/78 uitleende aan vierdeklasser Stade Waremmien. Nadien keerde de middenvelder terug naar Luik, waar hij onder coach Robert Waseige zijn debuut maakte op het hoogste niveau. De twee volgende seizoenen nam de Oostenrijkse succescoach Ernst Happel de leiding over en groeide Vandersmissen uit tot een vaste waarde bij de Rouches. In 1981 veroverde hij met Standard de beker.
In de jaren 80 vormde de Limburger samen met Arie Haan en Jos Daerden het middenveld van Standard. Het team, dat verder bestond uit kleppers als Michel Preud'homme, Eric Gerets, Walter Meeuws en Simon Tahamata, werd gecoacht door Raymond Goethals. De Brusselse trainer leidde Standard in 1982 naar een eerste landstitel in meer dan tien jaar. Standard speelde kampioen door in de titelwedstrijd te winnen van Waterschei. Enkele dagen later namen de Rouches het in de finale van de Europacup II op tegen FC Barcelona. Vandersmissen bracht zijn team in de finale, die gespeeld werd in het stadion van Barcelona, na 7 minuten op voorsprong. Hij trof raak na een ingestudeerde vrije schop. Standard verloor de wedstrijd uiteindelijk met 2-1.
Een jaar later werden Vandersmissen en zijn ploegmaats voor de tweede keer op rij kampioen. In 1984 kwam echter aan het licht dat Standard de spelers van Waterschei in 1982 had omgekocht. De omkoopaffaire werd ontdekt door onderzoeksrechter Guy Bellemans. Vandersmissen werd net als Goethals en het leeuwendeel van de spelerskern geschorst door de Koninklijke Belgische Voetbalbond (KBVB). In tegenstelling tot heel wat van zijn (voormalige) ploegmaats bleef de Limburgse middenvelder Standard trouw en ging hij niet op zoek naar een andere werkgever. Het leverde Vandersmissen, die steeds vaker als spelverdeler werd ingeschakeld, na verloop van tijd de aanvoerdersband op. Eind jaren 80 bereikte hij met Standard twee keer op rij de bekerfinale, maar verloor daarin telkens van rivaal RSC Anderlecht, waar Goethals op dat ogenblik coach was.
Het zag ernaar uit dat Vandermissen zijn carrière bij Standard zou afsluiten, maar in 1991 kreeg de ervaren middenvelder te horen dat hij mocht vertrekken. Tegen zijn zin belandde hij bij Germinal Ekeren. In het team van trainer Urbain Haesaert werd de rechtermiddenvelder verenigd met oud-ploegmaats Eddy Snelders, Jos Daerden en Simon Tahamata.
Vandersmissen begon het seizoen 1992/93 bij Germinal Ekeren, maar ruilde de club in augustus 1992 in voor RWDM. Ondanks zijn leeftijd werd hij er in geen tijd een onbetwiste titularis en aanvoerder. In de loop der jaren werd hij bij de Brusselaars ook regelmatig als libero ingeschakeld. In het seizoen 1997/98 zette de club trainer Daniel Renders buiten. Op 22 juli 1997 werd Vandersmissen, die nog steeds als speler actief was, ook trainer van de Brusselaars. De 41-jarige speler-trainer kon echter niet voorkomen dat RWDM aan het einde van het seizoen naar de tweede klasse zakte. Na de degradatie zette Vandersmissen een punt achter zijn spelerscarrière en ging hij verder als coach. Op 13 december 1998 werd hij ontslagen door RWDM, dat Renders terughaalde als zijn vervanger.
Na zijn spelerscarrière ging Vandersmissen aan de slag als spelersmakelaar. Samen met zijn zoon Kristof richtte hij het bedrijf NV Sporting Management op dat in 2011 een naamsverandering kreeg in Cherry Sports. De oud-voetballer is onder meer de begeleider van Simon Mignolet, Benito Raman, Stef Peeters, Jordy Croux, Dries Wouters, John Bostock en dergelijke.

## Statistieken
| Seizoen | Club              | Land   | Competitie    | Wed. | Goals |
| ------- | ----------------- | ------ | ------------- | ---- | ----- |
| 1977/78 | → Stade Waremmien | België | Vierde klasse |      |       |
| 1978/79 | Standard Luik     | België | Eerste klasse | 8    | 0     |
| 1979/80 | Standard Luik     | België | Eerste klasse | 20   | 4     |
| 1980/81 | Standard Luik     | België | Eerste klasse | 33   | 5     |
| 1981/82 | Standard Luik     | België | Eerste klasse | 33   | 8     |
| 1982/83 | Standard Luik     | België | Eerste klasse | 34   | 14    |
| 1983/84 | Standard Luik     | België | Eerste klasse | 28   | 6     |
| 1984/85 | Standard Luik     | België | Eerste klasse | 17   | 0     |
| 1985/86 | Standard Luik     | België | Eerste klasse | 34   | 3     |
| 1986/87 | Standard Luik     | België | Eerste klasse | 33   | 5     |
| 1987/88 | Standard Luik     | België | Eerste klasse | 30   | 5     |
| 1988/89 | Standard Luik     | België | Eerste klasse | 34   | 4     |
| 1989/90 | Standard Luik     | België | Eerste klasse | 34   | 11    |
| 1990/91 | Standard Luik     | België | Eerste klasse | 33   | 6     |
| 1991/92 | Germinal Ekeren   | België | Eerste klasse | 35   | 3     |
| 1992/93 | RWDM              | België | Eerste klasse | 16   | 0     |
| 1993/94 | RWDM              | België | Eerste klasse | 32   | 1     |
| 1994/95 | RWDM              | België | Eerste klasse | 31   | 0     |
| 1995/96 | RWDM              | België | Eerste klasse | 32   | 0     |
| 1996/97 | RWDM              | België | Eerste klasse | 33   | 4     |
| 1997/98 | RWDM              | België | Eerste klasse | 27   | 1     |
| Totaal  | Totaal            | Totaal | Totaal        | 577  | 80    |

## Nationale ploeg
Zonder ooit een interland voor België te hebben gespeeld, werd Vandersmissen door bondscoach Guy Thys in 1982 geselecteerd voor het WK in Spanje. De rechtermiddenvelder van Standard Luik maakte in de openingswedstrijd tegen regerend wereldkampioen Argentinië zijn officieel debuut voor de Rode Duivels. België won het duel met 1-0. Vandersmissen kwam op het WK, waar België de tweede ronde haalde, in totaal vier keer in actie.
Door de Bellemansaffaire grepen heel wat Standardspelers, waaronder Vandersmissen, naast een selectie voor het EK 1984. Hoewel de meesten onder hen na het uitzitten van hun schorsing vrijwel meteen terugkeerden in de nationale ploeg, duurde het voor Vandersmissen tot 1986 alvorens hij nog eens werd opgeroepen. Op 19 februari 1986, toen België al zeker was van deelname aan het WK, mocht hij van Thys starten in een oefenduel tegen Spanje. België verloor met 3-0, Vandersmissen werd tijdens de rust vervangen door Danny Veyt. De Limburger werd enkele maanden later niet geselecteerd voor het WK 1986.
In 1987 werd Vandersmissen nog twee keer opgeroepen door Thys. Op 23 september 1987 speelde hij zijn laatste interland voor de Rode Duivels. De middenvelder mocht toen in het EK-kwalificatieduel tegen Bulgarije na 72 minuten invallen voor Enzo Scifo. België stond op dat ogenblik al 2-0 achter, wat ook de eindstand werd.

## Erelijst
| Nationaal         |    |            |
| Belgisch kampioen | 2x | 1982, 1983 |
| Beker van België  | 1x | 1981       |
| Supercup          | 2x | 1981, 1983 |

## Trivia
- Vandersmissen speelde 577 wedstrijden in de Belgische eerste klasse. Slechts vier spelers deden ooit beter: Raymond Mommens, Willy Wellens, Eddy Snelders en Dany Verlinden. Twee van hen, Snelders en Wellens, zijn oud-ploegmaats van Vandersmissen.

1 Pfaff ·
2 Gerets  ·
3 L. Millecamps ·
4 Meeuws ·
5 Renquin ·
6 Vercauteren ·
7 Vandereycken ·
8 Van Moer ·
9 Vandenbergh ·
10 Coeck ·
11 Ceulemans ·
12 Custers ·
13 Van der Elst ·
14 Baecke ·
15 De Schrijver ·
16 Plessers ·
17 Verheyen ·
18 Mommens ·
19 M. Millecamps ·
20 Vandersmissen ·
21 Czerniatynski ·
22 Munaron ·
Coach: Thys